# Блокировка (Остаться в живых)
«Блокировка» (англ. Lockdown) — 17-й эпизод второго сезона американского драматического телесериала «Остаться в живых», и 42-й во всём сериале. Сценарий к эпизоду написали исполнительные продюсеры Карлтон Кьюз и Деймон Линделоф, а режиссёром стал Стивен Уильямс. Премьерный показ состоялся в США 29 марта 2006 года на канале ABC.
Центральным персонажем эпизода является Джон Локк (Терри О’Куинн), и в воспоминаниях показано, как он расстался со своей подругой Хелен (Кэти Сагал). В настоящем времени, станция DHARMA Initiative, где находится Локк, внезапно и необъяснимо оказывается под блокировкой, что заставляет его и его пленника Генри Гейла (Майкл Эмерсон) искать выход и ввести цифры до окончания обратного отчёта станции. Между тем, Джек (Мэттью Фокс) играет в карты с Сойером (Джош Холлоуэй) прежде чем обнаружить огромный пакет с едой, который таинственным образом упал на остров.
«Блокировку» посмотрели около 16,21 миллионов американских зрителей. Эпизод получил положительные отзывы от критиков, которые хвалили его за развитие сюжета и актёрскую игру Эмерсона.

## Сюжет

### Воспоминания
Локк готовится сделать предложение своей подруге Хелен на пикнике, но пока он готовит обед, она замечает имя отца Локка (Кевин Тай) в некрологах, поэтому они откладывают пикник, чтобы присутствовать на похоронах. На похороны никто не приходит, за исключением двух таинственных мужчин, стоящих неподалёку. Там также находится серебристый Mercedes с водителем, который непрерывно смотрит на Локка в течение всех похорон. В конце службы Локк встаёт рядом с гробом и говорит: «Прощаю тебя».
Позже выясняется, что он открыл свой собственный бизнес по осмотру домов. Проверив дом Надии, он видит тот же серебристый автомобиль возле своего дома и обнаруживает, что за рулём машины его отец, который инсценировал собственную смерть, чтобы спастись от двух мужчин, которые пытаются убить его из-за того, что тот похитил их пенсионный фонд в размере $700 000. Он хочет, чтобы Локк пошёл в банк и взял для него деньги из банковской ячейки и оставил себе в качестве оплаты $200 000. Забрав деньги, Локк возвращается домой и сталкивается с теми самыми двумя мужчинами, которые расспрашивают его о подлинности смерти его отца и обыскивают его сумку. Когда Хелен спрашивает Локка про ситуацию, он лжёт ей и говорит, что не видел своего отца. Когда Локк встречается с отцом в мотеле, он говорит ему, что собирается жениться на Хелен. Но когда он уходит, то видит, что Хелен следовала за ним, и ей больно, что он лгал ей. Она расстаётся с Локком, обвиняя его в том, что он предпочёл любовь отца вместо её. Локк встаёт на колено и делает ей предложение, но Хелен отказывает ему и уезжает, оставляя его одного смотреть, как и его отец тоже уезжает на такси.

### На острове
Генри Гейл пытается убедить Локка и недоверчивого Джека, что он неудачно пошутил о том, что заманивает группу Саида (Навин Эндрюс) в ловушку. После того, как Джек и Локк спорят о том, что делать дальше, Джек уходит, оставляя Локка, чтобы тот вернул Генри в оружейную комнату. Когда Джек добирается до пляжа, он видит, как Кейт (Эванджелин Лилли), Хёрли (Хорхе Гарсиа) и Сойер играют в покер с картами от DHARMA Initiative. Показав, что он много знает о том, как играть, он бросает вызов Сойеру в игре, чтобы вернуть лекарства, которые тот хранит у себя. Джек выигрывает игру и говорит, что заберёт лекарства позже.
В бункере, в то время как Локк крутит педали на велотренажёре, он внезапно слышит статический шум, идущий из динамиков по всему бункеру, хотя на таймере осталось ещё 47 минут. Через несколько секунд женский голос начинает отсчёт от десяти, и взрывные двери быстро начинают закрываться, когда отсчёт доходит до нуля, но Локк расклинивает одну из них при помощи лома. Затем он заручается помощью Генри Гейла (Генри соглашается на миссию при условии, что Локк защитит его от других выживших), чтобы ещё больше открыть двери, заставляя одну из них подняться на пару футов, а затем просовывая под неё ящик с инструментом. Локк пытается пролезть сквозь проём, но дверь раздавливает ящик и прижимает его ноги. Один из металлических столбов на нижней стороне двери пронзает его ногу, не давая возможности ему выйти. Поскольку таймер всё ещё отсчитывает время, Локк говорит Генри, как пройти в компьютерную комнату через вентиляционные отверстия, чтобы ввести цифры.
Когда Генри ушёл, таймер начинает быстро пищать, сигнализируя о начале одноминутного обратного отсчёта, затем сигнал тревоги останавливается, раздаётся жужжащий шум (похожий на звук реактивного двигателя из «Одного из них»), и свет гаснет. Секундой позже загорается ультрафиолетовое освещение, и ровно на тридцать секунд появляется схема на взрывной двери, под которой застрял Локк. Схема похожа на многослойную карту острова, но лишь временно показана, прежде чем включается обычный свет и взрывные двери возвращаются в исходное положение. Генри выходит из компьютерной комнаты и говорит Локку, что он сделал то, о чём тот просил его.
На пляже Кейт видит мигающий огонёк в джунглях, и когда она с Джеком исследуют его, они находят огромную посылку с едой, прикреплённую к парашюту. К ним быстро присоединяются Саид, Ана-Люсия (Мишель Родригес) и Чарли (Доминик Монаган), которые вернулись из своей экспедиции.
Когда Джек входит в бункер, он хватает Генри, находящегося рядом с раненным Локком, хотя Локк пытается защитить Генри, говоря, что он помогал ему после того, как закрылись взрывные двери. Саид подтверждает, что они нашли парашют и могилу, и они были именно там, где сказал Генри. Однако Саид добавляет, что он всё ещё скептически относился к достоверности рассказа Генри, поэтому он раскопал могилу, чтобы убедиться, что там была его жена, и вместо этого нашёл тело мужчины, у которого было удостоверение личности с фотографией чернокожего человека по имени Генри Гейл. Это подтверждает подозрения выживших о том, что «Генри» не тот, за кого он себя выдаёт.

## Реакция
Премьера «Блокировки» состоялась в США 29 марта 2006 года. Эпизод примерно посмотрело 16,21 миллионов зрителей.
Крис Каработт из IGN дал эпизоду рейтинг 8,7 из 10, похвалив то, как события эпизода настроили оставшиеся эпизоды второго сезона, а также выделив «блестящее» выступление Майкла Эмерсона в роли Генри Гейла. В другой статье для IGN 2014 года, Эрик Голдман поставил «Блокировку» на 46-е место из всех эпизодов «Остаться в живых», в основном восхваляя сюжетный поворот, связанный с личностью Генри Гейла. LA Times поставил этот эпизод на 55 место в списке лучших эпизодов сериала.